# Baureihe 424
De Baureihe 424 is een vierdelig elektrisch treinstel met een laag vloerdeel voor het lokaal personenvervoer van de S-Bahn Hannover van de Deutsche Bahn (DB).

## Geschiedenis
Het treinstel werd door het consortium van Siemens Transportation Systems, Bombardier en DWA ontworpen, ontwikkeld en gebouwd voor S-Bahn en regionaal personenvervoer. Het treinstel van de Baureihe 423 werd ontwikkeld voor andere S-Bahn netten. Hieruit werden de Baureihe 425 en Baureihe 426 ontwikkeld voor het regionaal personenvervoer.

## Constructie en techniek
Het treinstel is opgebouwd uit een aluminium frame. Door de aanwezigheid van veel deuren en de lichte bouw kunnen in korte tijd veel passagiers worden vervoerd. Het treinstel is uitgerust met luchtvering. Er kunnen tot vier eenheden gekoppeld worden.

### Naam
Sommige treinstellen dragen de namen van steden en dorpen van de S-Bahn van Hannover:
- 424 002 Bückeburg
- 424 014 Springe
- 424 017 Bad Münder am Deister
- 424 018 Celle
- 424 019 Minden
- 424 021 Wunstorf
- 424 024 Seelze
- 424 025 Nienburg/Weser
- 424 027 Hannover
- 424 032 Bad Pyrmont
- 424 033 Hameln
- 424 037 Langenhagen
- 424 038 Barsinghausen

## Treindiensten
De treinen zijn in gebruik op een aantal trajecten van de S-Bahn Hannover:
- S1 Minden (Westf) - Bückeburg - Haste - Wunstorf - Hannover - Weetzen - Barsinghausen - Haste
- S2 Nienburg (Weser) - Neustadt am Rübenberge - Wunstorf - Hannover - Weetzen - Barsinghausen - Haste
- S3 Hildesheim - Sehnde - Lehrte - Hannover
- S4 Hildesheim - Sarstedt - Hannover Messe/Laatzen - Hannover - Langenhagen - Bennemühlen
- S5 (Paderborn -) Bad Pyrmont - Hameln - Weetzen - Hannover - Langenhagen - Hannover Flughafen (tussen Paderborn en Bad Pyrmont alleen treinen van Baureihe 425)
- S6 Celle - Burgdorf - Hannover
- S7 Celle - Burgdorf - Lehrte - Hannover
- S8 Hannover Flughafen - Langenhagen - Hannover - Hannover Messe/Laatzen

## Foto's

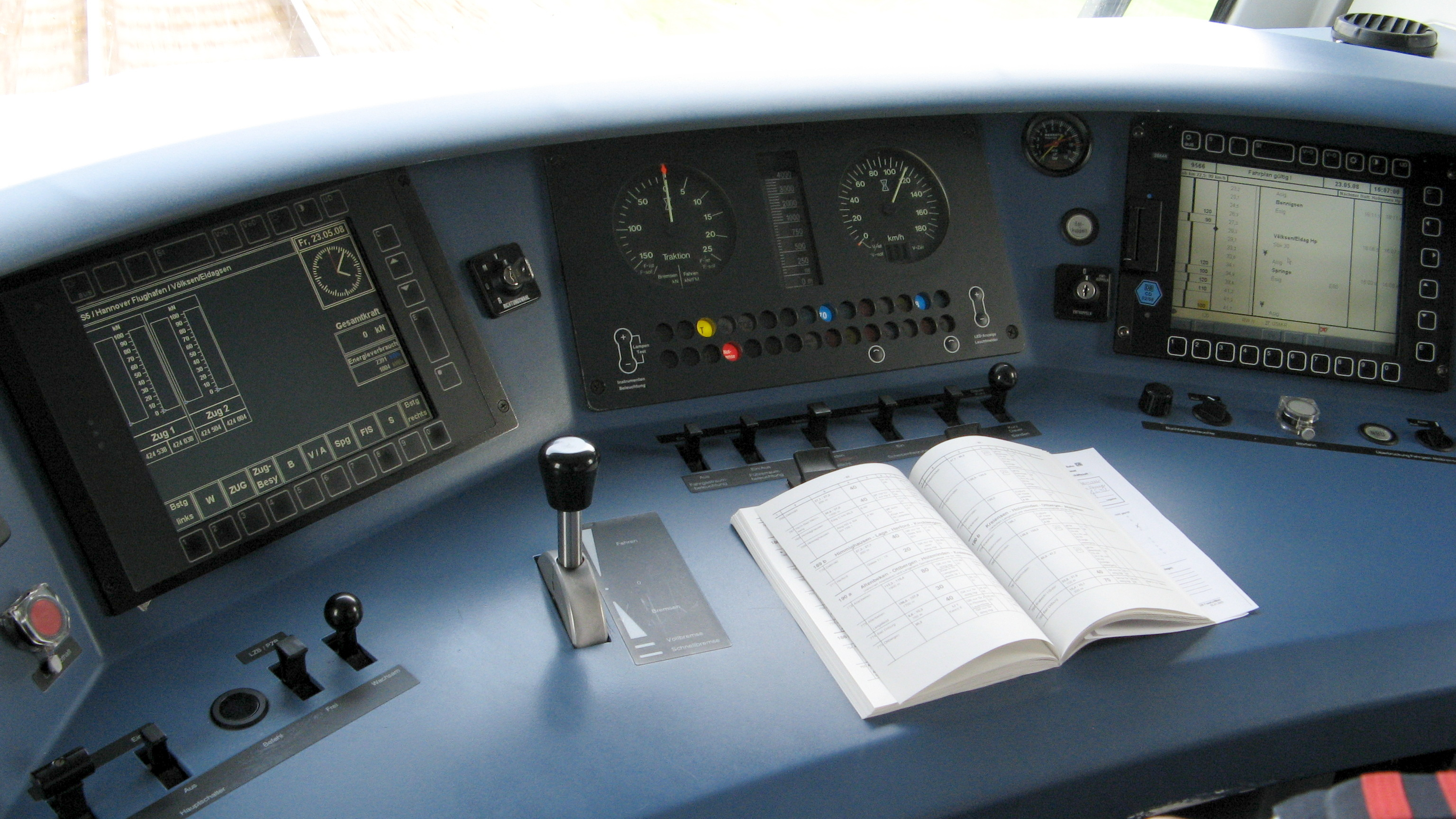

In dit overzicht staan eveneens treinen van de Deutsche Bundesbahn (DB) en van de Deutsche Reichsbahn (DR)